# بانک فدرال رزرو بوستون
بانک فدرال رزرو بوستون (به انگلیسی: Federal Reserve Bank of Boston) یکی از ۱۲ شعبهٔ فدرال رزرو ایالات متحده آمریکا است و در شهر بوستون قرار دارد.
این بانک مناطقی از ۶ ایالات نیوانگلند: ماساچوست، کنتیکت، ورمانت، نیوهمپشر، مین، و رود آیلند را پوشش می‌دهد.
ساختمان این بانک توسط شرکت بزرگ هیو ستابینز و شرکا طراحی گردید.

## نگارخانه

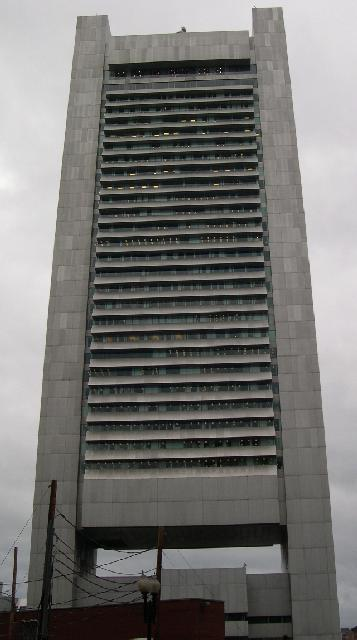
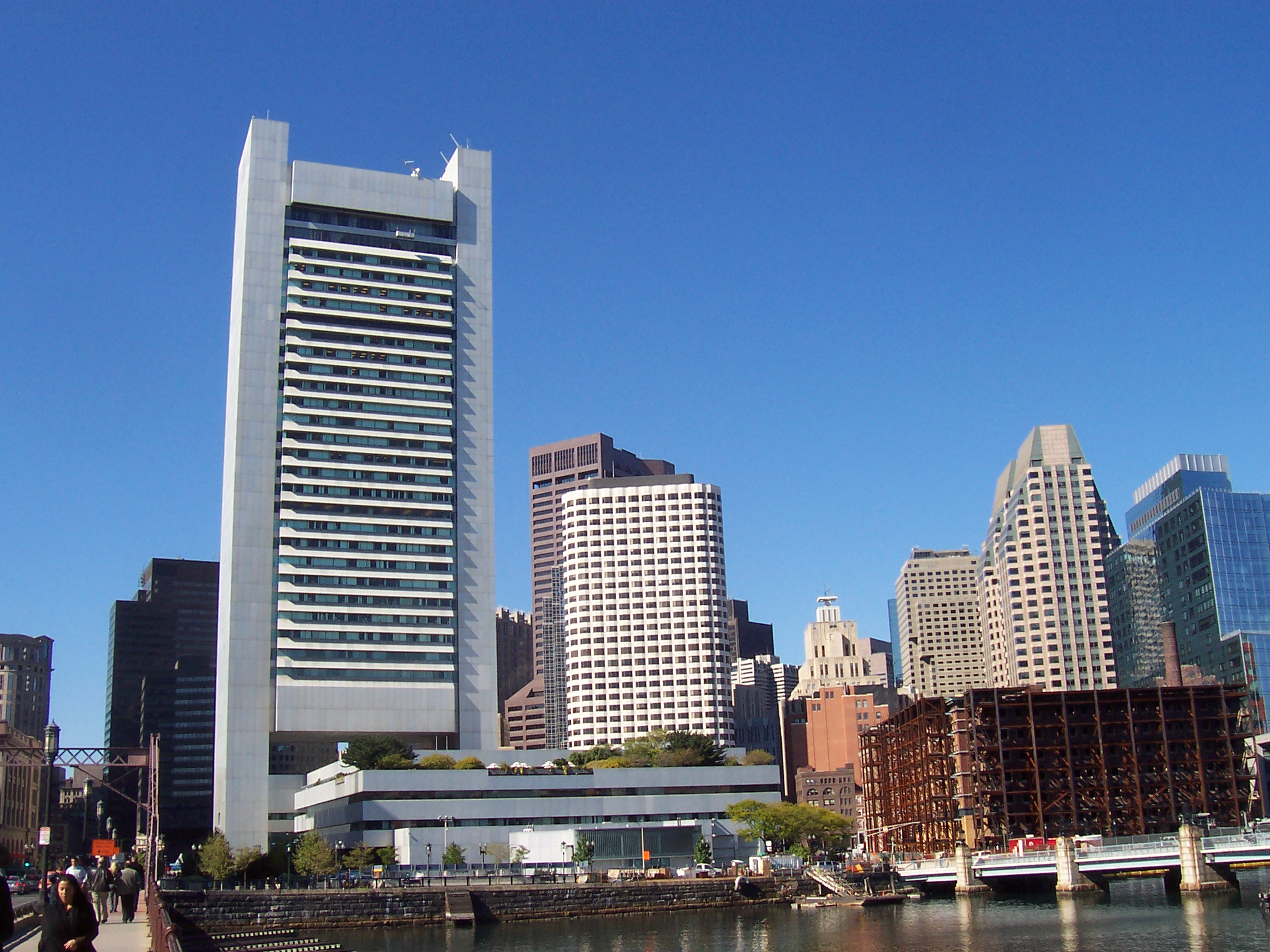
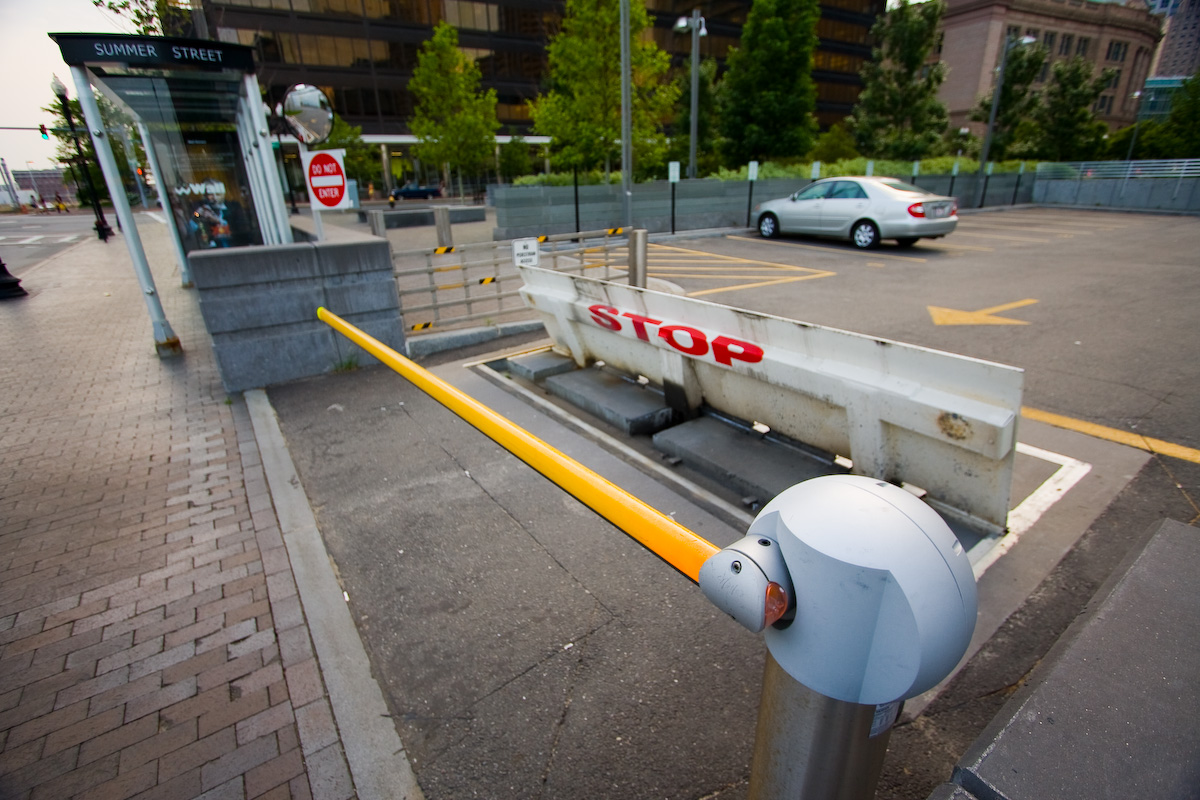
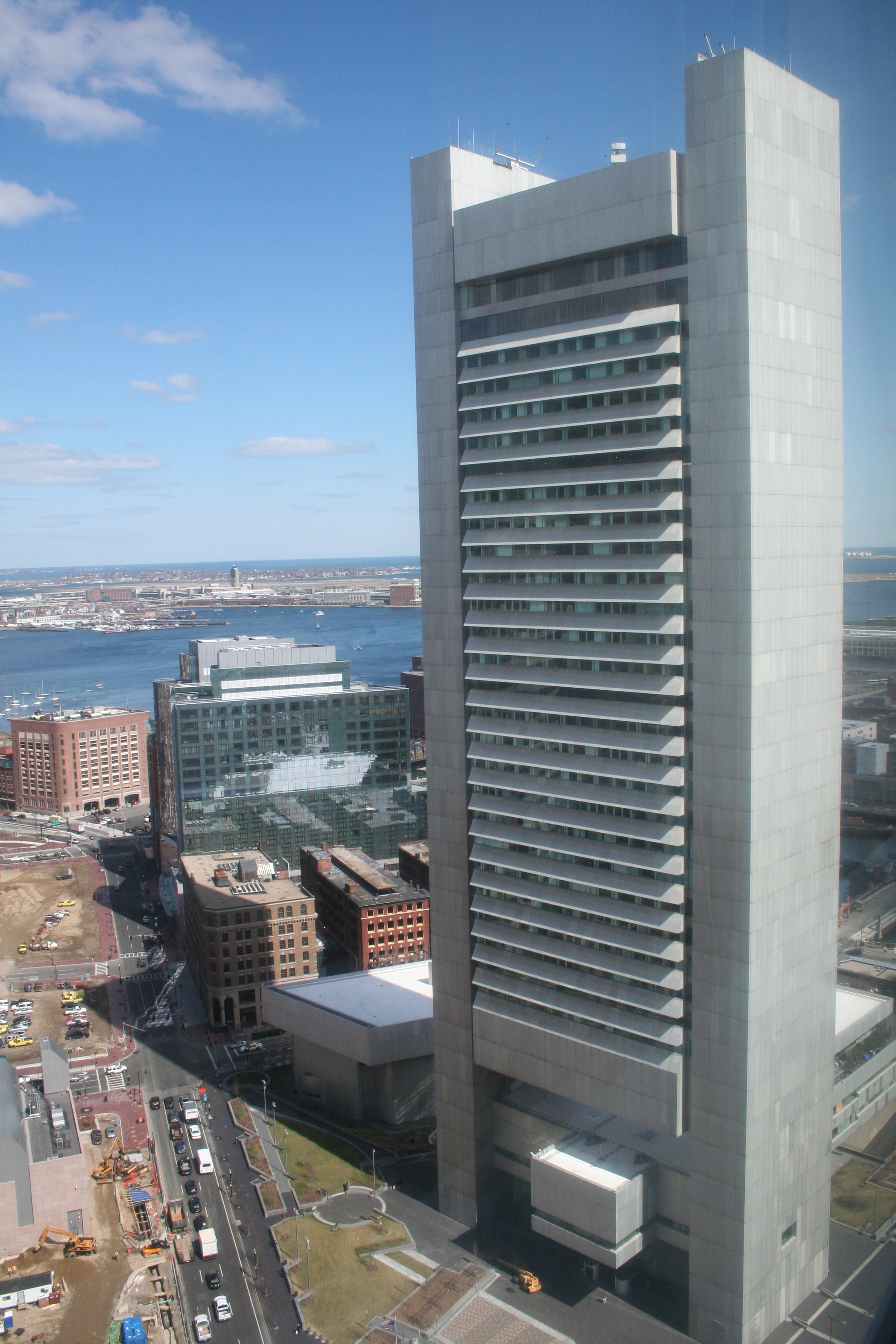